# Paolo Aretino
Pour les articles homonymes, voir Aretino.
Paolo Aretino (né en 1508 et mort en 1584), également connu comme Paolo Antonio del Bivi, est un compositeur vénitien de la Renaissance, connu pour sa musique sacrée. Il est maître de chapelle de la cathédrale d'Arezzo, et écrit aussi des œuvres profanes : il a publié deux recueils de madrigaux. Il est aussi mentionné pour avoir composé sur des sestine de Pétrarque.

## Œuvre
On compte parmi ses compositions :
- Libro primo delli madrigali cromatici a 4
- Deh dolce pastorella (no. 29)
- Lamentationi[3]